# 修道女アンジェリカ
『修道女アンジェリカ』（しゅうどうじょアンジェリカ、Suor Angelica）は、ジャコモ・プッチーニの作曲した全1幕のオペラである。イタリアのとある尼僧院で修道女が自殺を企て、聖母マリアにその罪を赦され昇天するまでを描く。傾向の異なった3つの一幕物オペラを連続して同時に上演する「三部作」の第2番目の演目として、1918年12月14日、ニューヨーク・メトロポリタン歌劇場で初演された。
舞台裏に配される合唱に男声を含むほかは、すべてが女声で演じられるオペラである。
- 原語曲名： Suor Angelica
- 原作： なし
- 台本： ジョヴァッキーノ・フォルツァーノ
- 初演： 1918年12月14日、ニューヨーク・メトロポリタン歌劇場にて、ロベルト・モランゾーニの指揮による

## 作曲の経緯

### フォルツァーノの台本提供
新進の劇作家・台本作家ジョヴァッキーノ・フォルツァーノは、プッチーニがその才能に注目し『外套』の台本作成を依頼した一人であった。この際フォルツァーノは「自分は他人の舞台劇の翻案でなく、オリジナルの台本を作成したい」との大望を述べてこれを断っている。
この『修道女アンジェリカ』はまさにそうしたフォルツァーノのオリジナル作品で、17世紀イタリアのとある修道院を舞台とした奇蹟の物語である。はじめフォルツァーノは舞台劇化を計画していたともいうが、1916年から17年にかけての冬にプッチーニにオペラ化の提案が持ち込まれたらしい。『外套』作曲終了直後であり、「三部作」構想のため残る2作の題材を探していたプッチーニはさっそくこの台本に飛びついた。なお、三部作のもう一作『ジャンニ・スキッキ』の台本もほどなくフォルツァーノが提供している。
フォルツァーノとプッチーニの2人は書簡上の相談でなく直接会って制作を進めたこともあって、その後『アンジェリカ』作曲が具体的にどのように進行したのかに関する史料は乏しい。しかし、1917年3月に開始された作曲は同年6月末にはほぼ完成（オーケストレーション含めた脱稿は同年9月14日）したことが判明しており、これは単幕物であることを勘案してもプッチーニにしては異例の速さである。ふだんは台本作家に対して繰返し改稿を要求するプッチーニも、今回はフォルツァーノの台本に大いに満足していたらしい。

### 修道院の雰囲気を求めて
たまたまプッチーニの2歳年長の姉イジーニアは修道女であった。プッチーニ家という代々の音楽家一家に生まれただけあって、彼女も修道院で長年オルガン奏者を務め、この1917年頃は一家の出身地ルッカ近く、ボルゴペラゴの修道院長の地位にあった。プッチーニはこの姉を通じて、女性が修道院に入るに至るには様々の隠されたいきさつがあることや、噂話に明け暮れる彼女たちの日常などに通じていた可能性もある。プッチーニは「修道院の雰囲気を取材したい」として姉の元を訪問し、その際、修道女たちを広間に集め、スケッチ段階の曲を自ら歌い、かつピアノを弾いたという。彼には「主人公がキリスト教で大罪とされる自殺を図る」という物語が受け入れられるだろうか、との懸念があったが、弾き語りを聴いた多くの修道女が感涙にむせぶのを見て、彼はこの作品の出来栄えに確信をもったと伝えられる。
修道院の描写をするにあたってプッチーニが依拠したもう一人は、旧友ピエトロ・パニケッリ神父である。以前にもプッチーニはこの神父に『トスカ』第1幕のテ・デウムの場面の典礼文作成、および同第3幕開始直後に用いる目的でローマ市街に響き渡るさまざまの教会の鐘の音色の採譜を依頼したことがある。この『アンジェリカ』でプッチーニは、フィナーレの奇蹟の場面で天使らによって歌われる聖母マリア賛歌のための適切なラテン語のテクスト選定を同神父に依頼している。
しかし、プッチーニはそれほど信仰心に篤い人間ではなく、こうした「修道院らしさ」の再現のための努力は単によりよい劇場効果を得るためだったようである。実際プッチーニは、上述のパニケッリ神父の手になるラテン語詞文に曲を付けるに当たって、それを（不謹慎にも）「マドンナの行進曲」と自ら称し、茶化したりもしている。

## 主な登場人物
- アンジェリカ（ソプラノ）、修道女。庭園の草花の世話係。
- 公爵夫人（メゾソプラノ）、その叔母。

- 合唱（舞台裏、混声）

## 演奏時間
約50分

## 楽器編成
ピッコロ、フルート2、オーボエ2、イングリッシュ・ホルン、クラリネット2、バスクラリネット、ファゴット2、ホルン4、トランペット3、トロンボーン3、バス・トロンボーン、ティンパニ（一人）、トライアングル、大太鼓、シンバル、グロッケンシュピール、チェレスタ、ハープ、弦5部。
バンダとしては、ピッコロ、ピアノ2、オルガン、トランペット3、銅の鐘、オーケストラ用の鐘、シンバル、クラッカー。

## あらすじ
時と場所：　17世紀末頃、とあるイタリアの修道院の中庭、時は5月。
庭に花が咲き乱れる美しい春の夕暮れ。修道女たちの会話は自然とそれぞれの願望の話題となる。厳格な規律係の修道女は「神に仕える身の我々は一切の願望をもつことが御法度」というが、かつて羊飼いだったジェノヴィエッファは「自分はペットの子羊がほしい」、食い意地の張ったドルチーナは「美味しいものが食べたい」という。ではアンジェリカは？　彼女は「自分には何の願望もありません」というが、噂好きの修道女たちは皆知っていた。7年前にこの修道院に入ってから一通も来信しない家族からの便りをアンジェリカが切望していることを。では彼女は何故この修道院に来たのか？　皆が知っているのはアンジェリカが高貴な貴族家の出身であるらしいということだけ。彼女は何かの贖罪のため尼僧となったとの噂だが、真相は誰も知らない。
ある修道女が庭仕事中に蜂に刺され、痛みに苦しんでいると騒ぎになる。草花に詳しいアンジェリカは香草と花をいくつか摘み取って、即席の塗り薬と飲み薬を処方する。「アンジェリカさんは草花のことをよくご存知で、いつでもそこから薬を作れるのですね」と仲間の修道女が感嘆の声を挙げる。
別の修道女が、「誰かに面会者らしい。美しい装飾の馬車が修道院の門前に到着したから」と言う。アンジェリカはいつになく慌てて「それには象牙の紋章はついているか、馬車の中には銀の刺繍で飾られた群青色の絹の内張りはなかったか」と事細かに尋ねる。やがて修道院長が現れ、「アンジェリカ、公爵夫人があなたに面会です」と告げる。院長以下すべての修道女は舞台より去り、公爵夫人とアンジェリカだけが残される。
以下、2人の会話が展開され、その中でアンジェリカが修道院入りした秘密もすべて明らかになる。
アンジェリカの両親は20年前に相次いで他界、その遺産はすべてアンジェリカと妹に遺され、おばに当たる公爵夫人はその後見人として遺産を管理していた。「今日私が来たのは、」と公爵夫人は冷静に、事務的にアンジェリカに言う。「あなたに遺産を放棄してもらうためです。あなたの妹はさるお方と結婚します。そのお方は、あなたの犯した大罪をすべてご承知の上で妹と結婚して下さるのですから、あなたは財産をすべて妹に与え、誠意を示さなければなりません。」
アンジェリカが犯した罪とは、ある男と関係をもち、結婚なしに妊娠・出産したことだった。家名の恥辱としてその事実は隠蔽され、彼女は出産直後に産んだ息子と引き離され、贖罪のためとして修道院に送られたのだった。もちろんアンジェリカは一日たりとも自分の息子を忘れたことはなかった。彼女は公爵夫人に消息を尋ねる。いま7歳のはずのあの子はどうしていますか？　どんな顔を、どんな眼をしていますか？
公爵夫人はあくまで事務的に告げる。「あの子なら、2年前に高熱で亡くなりました。」
アンジェリカは驚愕と絶望のあまり倒れるが、公爵夫人は構わず遺産放棄手続の手筈を整える。やがて意識を回復したアンジェリカは虚脱状態のまま、必要な書類に署名を行う。公爵夫人は無言のまま退出する。
アンジェリカは「母も無しで、子供よ、あなたは死んでしまった」とその悲しみを歌う。戻ってきた他の修道女たちは彼女を励まし、皆は聖処女マリアを讃えつつそれぞれの個室に引き下がる。いつの間にか夜になっている。
眠れぬアンジェリカは独り個室を抜け出す。彼女には亡き息子が天上から自分を呼ぶのが感じられる。「アンジェリカさんは草花のことをよくご存知」先ほど他の修道女が言った言葉を彼女は繰り返し、息子のもとへ急ごうと草花を摘み毒薬を調合して飲む。
すぐにアンジェリカは自らの行為の非を悟る。キリスト教では自殺は大罪である。自殺者は永遠の呪いを受け、天国への門は閉ざされ、もちろん息子と天国で再会はできない。彼女はこの大罪を赦してもらおうと懸命になって聖母に祈る。
アンジェリカの祈りは通じ、奇蹟が起きる。まばゆい光が差し込み、礼拝堂の扉が開くとそこは天使に満ちている。その中心には聖母マリア、傍らには白装束の幼児。アンジェリカの息子である。聖母は幼児に死にゆく母を指し示し、幼児は一歩一歩ゆっくりとしかし着実に母親のもとへ歩んでいく。天使たちの合唱の流れる中、アンジェリカは「ああ」と小さな叫び声をあげ、ゆっくり倒れ、安らかに息を引き取る。

## 著名なアリア
- 「母無しで」Senza mamma　アンジェリカのアリア

## 初演とその評価、各地での再演

### 世界初演（ニューヨーク）での酷評
『修道女アンジェリカ』は、プッチーニの当初計画通り「三部作」の第2番目の作品として、1918年12月14日、ニューヨーク・メトロポリタン歌劇場で初演された。メトで活躍中の著名なアメリカ人ソプラノ、ジェラルディン・ファーラーがアンジェリカを歌った。
この「三部作」の世界初演では『アンジェリカ』は酷評された。「明らかな失敗」「メーテルリンクの稚拙な焼き直し」、「フィナーレでの聖母マリアの登場はまるでクリスマス・カードのように陳腐だ」等々。第一次世界大戦休戦直後ということでニューヨークには赴かず、本国イタリアで初演の成否の報を待ちわびていたプッチーニは大いに落胆した。

### イタリア初演・ローマ
続く1919年1月11日、ローマ・コスタンツィ劇場での初演ではプッチーニの監修のもと、彼お気に入りのソプラノ、ジルダ・ダッラ・リッツァがタイトル・ロールを歌った。『アンジェリカ』に対するイタリアでの評はニューヨークのそれよりは好意的ではあったが、熱狂から程遠かった。

### 「三部作」からの脱落
プッチーニはこれらの不評に落胆し、かつ驚いた。彼自身にとって『アンジェリカ』は「三部作」中最も自信をもって送り出した作品であったからである。
1920年6月18日からの「三部作」ロンドン初演（於コヴェント・ガーデン劇場）ではやはりダッラ・リッツァがアンジェリカを歌ったが、2夜目以降それは演奏されなくなった。公式の理由としてはダッラ・リッツァの発声障害によるとされたが、彼女は『ジャンニ・スキッキ』ラウレッタ役は同夜以降も歌い続けているので、劇場が『アンジェリカ』を嫌ったとみるのが自然であろう。プッチーニはこの措置に猛烈に抗議したが、結局同シーズン中『アンジェリカ』は再演されることはなかった。
以後各地の劇場でも類似の事態となり、『修道女アンジェリカ』は「三部作」中、最初に劇場レパートリーから脱落していったオペラとなった。
このオペラの不人気だった理由であるが、プロテスタント諸国でそれは「あまりにカトリック的」とみなされた一方、イタリアなどカトリック諸国ではその奇蹟物語が「陳腐で安っぽい」と見られた。劇場運営側にとって、このオペラが女声歌手ばかりを多数揃えなくてはならない（端役も含めて10数人の女声を要する）点で高コストな、悩ましい作品であったことも原因の一つであろう。音楽面からは全曲を通じてドラマの盛り上がり、変化に乏しいとも指摘されている。

### 再評価
21世紀に入ってからは再評価がされており、アンドリス・ネルソンスやアントニオ・パッパーノ、キリル・ペトレンコといった著名な指揮者たちによって上演および録音が行われている。

### 日本
- 日本での初演は1957年6月6日、第一生命ホールにおける藤原歌劇団青年グループの日本語訳詞による公演。アンジェリカ役は仲野ともや、公爵夫人役に山本春子、福永陽一郎指揮の新東京管弦楽団による演奏だった[6]。
- 「三部作」としての初演は同年11月27日、日比谷公会堂にて、やはり藤原歌劇団青年グループの訳詞公演として行われた。管弦楽はABC交響楽団、指揮金子登、アンジェリカは仲野が再び歌い、公爵夫人役は桐生郁子だった[7]。